# Фільчаков Ярослав Олександрович
Ярослав Олександрович Фільчаков(13 жовтня 1995 ) — український борець греко-римського стилю, бронзовий призер чемпіонату світу.
Учасних двох чемпіонатів світу (2016, 2022) та трьох чемпіонатів Європи (2019, 2021—2022). Найкращим результатом є «бронза» світової першості-2022 в Белграді. Віце-чемпіон Європи з боротьби серед молоді 2018 року у ваговій категорії до 82 кг.

## Спортивні результати на міжнародних змаганнях

### Виступи на Чемпіонатах світу
| Змагання                        | Збірна  | Вагова категорія                 | Місце  |
| ------------------------------- | ------- | -------------------------------- | ------ |
| Чемпіонат світу з боротьби 2016 | Україна | греко-римська боротьба, до 80 кг | 20     |
| Чемпіонат світу з боротьби 2022 | Україна | греко-римська боротьба, до 82 кг | Бронза |
| Чемпіонат світу з боротьби 2023 | Україна | греко-римська боротьба, до 82 кг | Бронза |

### Виступи на Чемпіонатах Європи
| Змагання                         | Збірна  | Вагова категорія                 | Місце  |
| -------------------------------- | ------- | -------------------------------- | ------ |
| Чемпіонат Європи з боротьби 2019 | Україна | греко-римська боротьба, до 82 кг | 15     |
| Чемпіонат Європи з боротьби 2021 | Україна | греко-римська боротьба, до 82 кг | 7      |
| Чемпіонат Європи з боротьби 2022 | Україна | греко-римська боротьба, до 82 кг | 7      |
| Чемпіонат Європи з боротьби 2023 | Україна | греко-римська боротьба, до 82 кг | Срібло |
| Чемпіонат Європи з боротьби 2024 | Україна | греко-римська боротьба, до 82 кг | Бронза |

### Виступи на Кубках світу
| Змагання                    | Збірна  | Вагова категорія                 | Місце |
| --------------------------- | ------- | -------------------------------- | ----- |
| Кубок світу з боротьби 2016 | Україна | греко-римська боротьба, до 80 кг | 7     |
| Кубок світу з боротьби 2020 | Україна | греко-римська боротьба, до 82 кг | 10    |

### Виступи на інших змаганнях
| Змагання                                                         | Збірна  | Вагова категорія                 | Місце  |
| ---------------------------------------------------------------- | ------- | -------------------------------- | ------ |
| Чемпіонат України з греко-римської боротьби 2016                 | Україна | греко-римська боротьба, до 80 кг | Золото |
| Європейський кубок націй з боротьби 2016                         | Україна | команда                          | Срібло |
| Київський Міжнародний турнір з боротьби 2017                     | Україна | греко-римська боротьба, до 80 кг | 5      |
| Турнір Дана Колова — Николи Петрова 2017                         | Україна | греко-римська боротьба, до 80 кг | 5      |
| Меморіал Олега Караваєва 2017                                    | Україна | команда                          | 6      |
| Клубний чемпіонат світу з боротьби 2017                          | Україна | команда                          | 8      |
| Кубок Тахті 2018                                                 | Україна | греко-римська боротьба, до 82 кг | 5      |
| Київський Міжнародний турнір з боротьби 2018                     | Україна | греко-римська боротьба, до 82 кг | 15     |
| Меморіал Іона Корнеану і Ладислава Сімона 2018                   | Україна | греко-римська боротьба, до 82 кг | 4      |
| Гран-прі Угорщини з боротьби 2019                                | Україна | греко-римська боротьба, до 82 кг | Бронза |
| Київський Міжнародний турнір з боротьби 2019                     | Україна | греко-римська боротьба, до 82 кг | Бронза |
| Гран-прі Іспанії з боротьби 2019                                 | Україна | греко-римська боротьба, до 82 кг | Золото |
| Гран-прі Загребу з боротьби 2021                                 | Україна | греко-римська боротьба, до 82 кг | Бронза |
| Європейський олімпійський кваліфікаційний турнір з боротьби 2021 | Україна | греко-римська боротьба, до 77 кг | 11     |
| Кубок Владислава Пітласинські 2021                               | Україна | греко-римська боротьба, до 82 кг | Срібло |
| Відкритий турнір Загреба з боротьби 2022                         | Україна | греко-римська боротьба, до 82 кг | Золото |
| Гран-прі Франції Анрі Деглана 2023                               | Україна | греко-римська боротьба, до 82 кг | Золото |
| Турнір Дана Колова — Николи Петрова 2023                         | Україна | греко-римська боротьба, до 87 кг | Срібло |
| Кубок Владислава Пітласинські 2023                               | Україна | греко-римська боротьба, до 87 кг | 8      |
| Гран-прі Німеччини з боротьби 2024                               | Україна | греко-римська боротьба, до 87 кг | Бронза |
| Гран-прі Загреба з боротьби 2024                                 | Україна | греко-римська боротьба, до 87 кг | 7      |

### Виступи на змаганнях молодших вікових груп
| Змагання                                       | Збірна  | Вагова категорія                 | Місце  |
| ---------------------------------------------- | ------- | -------------------------------- | ------ |
| Чемпіонат світу з боротьби серед кадетів 2015  | Україна | греко-римська боротьба, до 69 кг | 5      |
| Чемпіонат Європи з боротьби серед юніорів 2015 | Україна | греко-римська боротьба, до 74 кг | 11     |
| Чемпіонат світу з боротьби серед юніорів 2015  | Україна | греко-римська боротьба, до 74 кг | 16     |
| Чемпіонат Європи з боротьби серед молоді 2016  | Україна | греко-римська боротьба, до 82 кг | Бронза |
| Чемпіонат Європи з боротьби серед молоді 2018  | Україна | греко-римська боротьба, до 82 кг | Срібло |
| Чемпіонат світу з боротьби серед молоді 2018   | Україна | греко-римська боротьба, до 82 кг | 12     |